# Південний схід штату Мату-Гросу (мезорегіон)
Південний схід штату Мату-Гросу (порт. Mesorregião do Sudeste Mato-Grossense) — адміністративно-статистичний мезорегіон в Бразилії. Входить в штат Мату-Гросу. Населення становить 411 073 чоловік на 2006 рік. Займає площу 71 887,201 км². Густота населення — 5,7 чол./км².

## Склад мезорегіону
В мезорегіон входять наступні мікрорегіони:
1. Алту-Арагуая
2. Прімавера-ду-Лесті
3. Рондонополіс
4. Тезору

| Бразилія | Це незавершена стаття з географії Бразилії. Ви можете допомогти проєкту, виправивши або дописавши її. |